# Peter Gautier
Peter Williams Gautier (Nueva York, 25 de septiembre de 1965) es un vicealmirante estadounidense.

## Trayectoria
Ha estado vinculado a la Guardia Costera de los Estados Unidos y ejerce como subcomandante de operaciones. Anteriormente se desempeñó como subcomandante del Área del Pacífico de la Guardia Costera.
En abril de 2022, fue nominado para el ascenso a vicealmirante y nombramiento como subcomandante de operaciones.